# SG SS Straßburg
SG SS Straßburg was een Duitse voetbalclub uit Straatsburg, nu in Frankrijk gelegen.

## Geschiedenis
De club werd in 1900 opgericht als FC Frankonia Straßburg. In deze tijd behoorde Straatsburg nog toe aan het Duitse Keizerrijk. Na de Eerste Wereldoorlog viel de Elzas in Franse handen en werd de naam gewijzigd in Sport-Club Red Star Strasbourg. Nadat nazi-Duitsland de regio annexeerde in 1940 werd de club terug Frankonia. Echter werd deze al snel opgeheven en vervangen door SG SS Straßburg.
De club ging spelen in de Gauliga Elsaß, een van de hoogste klassen. De club nam deel aan de Tschammerpokal 1942, een voorloper van de DFB-Pokal en versloeg Borussia Neunkirchen en VfR Mannheim, maar werd dan met 15:1 vernederd door TSV 1860 München. Dat seizoen won de club wel de Gauliga en plaatste zich zo voor de eindronde om de Duitse landstitel. De club versloeg Stuttgarter Kickers en 1. FC Schweinfurt 05 en werd dan door FC Schalke 04 uitgeschakeld. De volgende twee seizoenen werd de club respectievelijk derde en tweede. Na de oorlog werd de club ontbonden en niet meer heropgericht.

## Erelijst
Gauliga Elsaß
1942